# Julius Aagaard
Johan Gottlieb Julius Aagaard (26. dubna 1847 Odense – 15. prosince 1926 Tranebjerg, Samsø) byl dánský heliograf a fotograf.

## Životopis
Julius Aagaard byl synem Hanse Christiana Aagaarda a byl příbuzný několika dalších umělců, včetně krajináře Carla Frederika Aagaarda a xylografa Johana Petera Aagaarda. Nejprve navštěvoval důstojnickou školu a vyučil se fotolitografii u generálního štábu. Poté absolvoval Technickou školu a od roku 1879 Akademii umění v Kodani. Především se však vyučil reprodukčním grafikem; byl spoluzakladatelem a v letech 1883 až 1900 majitelem reprodukční firmy Galle & Aagaard. V letech 1881 až 1919 pracoval také jako učitel perspektivy na Technické škole a v letech 1895 až 1911 jako asistent Christiana Vilhelma Nielsena (1833–1910) ve stejném oboru na Akademii umění v Kodani. Na začátku své kariéry se také věnoval leptům. Proslul si však především jako jeden z prvních dánských novinářských fotografů, profesi, kterou vykonával přibližně od roku 1901. Damgaard, Aagaard, Larsen a tři další fotožurnalisté založili v roce 1912 Dánskou unii novinářských fotografů, jehož prvním prezidentem byl Damgaard.
Jeho krajinářské fotografie se vyznačovaly vysokou uměleckou kvalitou. Aagaard, který se 14. května 1875 oženil s Vilhelmine Dorotheou Christine Brockmeyerovou (1855–1923), napsal text „Radierkunstens Teknik“ (1894) a v roce 1916 vystavil v Kodani své dílo Maler des Zoos  (Malíř ZOO).

## Pozadí
Od počátku 20. století začali dánští fotografové projevovat zájem o sportoviště a koupaliště, kde mohli fotografovat ženy v lehkém oblečení. Helgoland, oblíbené koupaliště na předměstí Kodaně, lákalo řadu fotografů včetně Julia Aagaarda, Petera Elfelta, Mary Willumsenové, Holgera Damgaarda nebo Sophuse Junckera-Jensena.

## Galerie

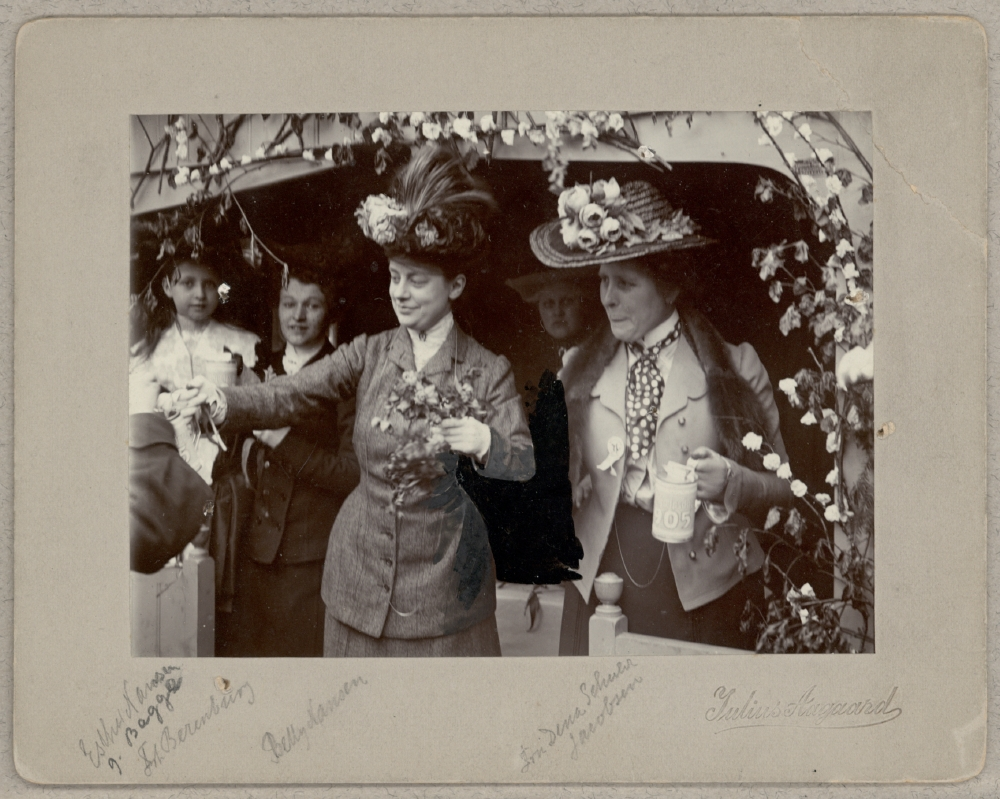
Herečka Betty Nansenová během Dni péče o dítě v roce 1905
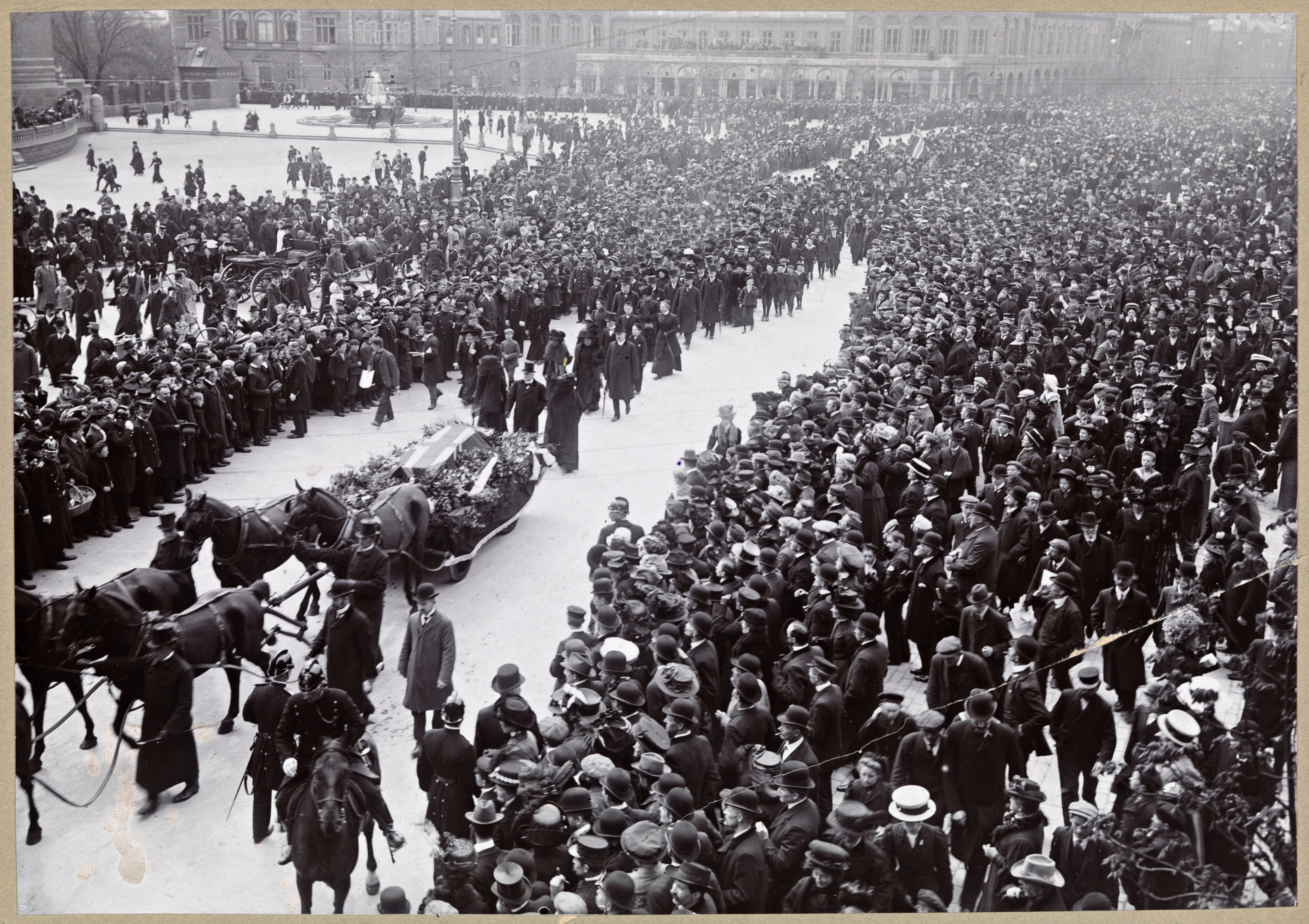
Björnsonova rakev je převážena z železniční stanice do přístavu, Kodaň, květen 1910.